# Élisabeth Ebory
Élisabeth Ebory (née en France le 23 juin 1979) est une écrivaine française de fantasy et de fantastique.

## Biographie
Élisabeth Ebory est née en France le 23 juin 1979. Elle mène des études de biologie, puis travaille dans le domaine du journalisme numérique, puis de l'informatique. Dans les années 2000, elle commence à publier des nouvelles de fantasy dans plusieurs revues et anthologies. Elle reçoit les encouragements et les conseils de Léa Silhol et de Karim Berrouka qui la conduisent à persévérer dans l'écriture. En 2009, elle publie chez Griffe d'encre un recueil de ses nouvelles, À l'orée sombre. Deux ans plus tard, elle passe au texte long avec Novae, un roman court fantastique parue également chez Griffe d'encre. En 2017, elle publie un premier roman de fantasy : La Fée, la Pie et le Printemps, aux éditions ActuSF. Celui-ci est nommé aux prix imaginales de 2018.

## Œuvres

### Recueil
- 2009 : À l'orée sombre, Griffe d'encre

### Romans
- 2011 : Novae, Griffe d'encre
- 2017 : La Fée, la pie et le printemps, éditions ActuSF
- 2020 : Ann Radcliffe, Jane Austen et Mary Shelley contre Carmilla, Moltinus
- 2022 : La Famille de l'Hiver et le Roi-fée, Les Moutons électriques

### Nouvelles
- 2002 : « Masques », dans le magazine Elegy
- 2002 : « Quand il neige », dans le recueil Traverses, Éditions de l'Oxymore
- 2003 : « Cendre | Alexeï », dans la revue Emblèmes n°11 (thème « Doubles et miroirs »), Éditions de l'Oxymore
- 2004 : « Ce que le temps a jugé », dans la revue Emblèmes n°12 (thème « Polar »), Éditions de l'Oxymore
- 2004 : « Caniculaire », dans l'anthologie Emblémythique (thème « Mythophages »), Éditions de l'Oxymore
- 2007 : « Fall », dans l'anthologie Ténèbres 2007, Dreampress.com
- 2008 : « En attendant », dans l'anthologie Conquêtes et explorations infernales, Parchemins et Traverses
- 2008 : « Échiquier, tasses, théière et passoire enchantée », dans l'anthologie Aube et crépuscule, Griffe d'encre
- 2009 : « Aux mille nuances... (L'Errance du diable) », dans le magazine Elegy
- 2010 : « Ava du ciel », dans l'anthologie Les Éléments, tome II : L'Air, Griffe d'encre
- 2011 : « Le Privilège des dieux », dans l'anthologie Éternelle jeunesse, Asgard éditions
- 2011 : « Madame des cris », dans la revue Fées divers n°4, éditions Le souffle d’Éole
- 2022 : « 2095 », dans l'anthologie Prépare la paix, Moltinus
- 2024 : « De Niko à Mamie », dans Fiction numéro 5